# Argumentum ad naturam
Als Argumentum ad naturam (lateinisch für „(Argument) durch [Verweis auf] die Natur“) wird ein Scheinargument bezeichnet, das auf einer Verklärung der „Natur“ bzw. „Natürlichkeit“ beruht. Es beruht auf der (unbelegten) Grundannahme, dass „natürlich“ mit „gut“ gleichzusetzen sei.
Oft wird damit begründet, dass das Natürliche anzustreben oder geboten sei. Entsprechend wird Nicht-Natürliches als „schlecht“ gewertet.
Dieser Argumentation stehen jedoch Humes Gesetz und Moores Argumentation zum Naturalistischen Fehlschluss entgegen.
Als logische Formel geschrieben, gälte demnach:
|            | Das natürliche oder unveränderte ist gut/geboten |
|            | X ist natürlich.                                 |
| ad naturam | X ist gut/geboten.                               |